# كولن بيكر
كولن بيكر (بالإنجليزية: Colin Baker)‏ (29 أكتوبر 1985 في جمهورية أيرلندا - ) هو لاعب كرة قدم صيني في مركز الوسط. لعب مع ستيفيناغ بوروه وHong Kong Football Club ‏ وهونغ كونغ رينجرز وAylesbury United F.C. ‏ وتشيشام يونايتد ‏ وWindsor & Eton F.C. (1892) ‏.